# Jiří Dvořák (herec)
Jiří Dvořák (* 4. února 1967 Brno) je český divadelní, filmový a televizní herec. Je také vítězem taneční soutěže StarDance v roce 2018.

## Životopis
Pochází z Modřic poblíž Brna. V roce 1985 maturoval na Gymnáziu Křenová v Brně. V roce 1990 absolvoval činoherní herectví na Janáčkově akademii múzických umění (JAMU) v Brně.
Z manželství s herečkou Barborou Munzarovou má dceru Annu Dvořákovou (narozena 2002).

## Kariéra
Před přijetím na brněnskou JAMU působil rok jako elév v Severomoravském divadle v Šumperku. Už za studií na JAMU hrál v činohře Státního divadla v Brně a poté zde získal angažmá (1989–1992). Následně přešel do Městského divadla v Brně (1992–1999). V roce 1999 se stal členem uměleckého souboru pražského Divadla na Vinohradech, kde byl zatím v nejdelším angažmá. Po roce 2015 se věnoval převážně filmu a televizi.
Na divadelních prknech ztvárnil desítky rolí, mimo jiné Bolingbroka v Richardovi Druhém (2006), Angela v Tangu sólo (2005), Macbetha ve stejnojmenné hře (2004), Nicka v Kdo se bojí Virginie Woolfové? (2004), Arama v Měsíčním běsu (2003), Bassania v Kupci benátském (2000), Arkadije Šťastlivce v Lese (1998), Cyrana v Cyranovi z Bergeracu (1997), Boutona/E. Champsboisyho v Broukovi v hlavě (1996), Doriana Graye v Obrazu Doriana Graye (1994), Jašu ve Višňovém sadu (1993) nebo Romea v Romeovi a Julii (1991).
V sezóně 2009/2010 jej bylo možno spatřit v těchto inscenacích Divadla na Vinohradech:
- Figarova svatba/Figaro
- Ideální manžel/vikomt Goring
- Obchodník s deštěm/Noe
- Višňový sad/Trofimov

Mimo svou domovskou scénu hostuje či hostoval v Divadle Viola, např. v představeních – Všechny krásy světa s Taťánou Medveckou a v Adresátu neznámém s Janem Hartlem, v Městském divadle Brno v Broukovi v hlavě/Bouton + V. Champsboisy, v roce 2023 se po několika letech vrátil na divadelní jeviště v Divadle Bolka Polívky.
V roce 2018 se zúčastnil deváté řady taneční soutěže StarDance …když hvězdy tančí, kde s taneční partnerkou Lenkou Norou Návorkovou zvítězili před herečkou Pavlou Tomicovou a Markem Dědíkem.

### Film
| Rok  | Název filmu                      | Role                          |
| ---- | -------------------------------- | ----------------------------- |
| 2005 | Anděl Páně                       | čert Uriáš                    |
| 2009 | Zemský ráj to na pohled          | Petr Hána                     |
| 2009 | Jménem krále                     | Přemysl Otakar II.            |
| 2012 | Vrásky z lásky                   | pasažér                       |
| 2012 | Praho, má lásko                  | otec                          |
| 2013 | Příběh kmotra                    | Josef Strnad                  |
| 2014 | Pohádkář                         | Michal                        |
| 2016 | Anděl Páně 2                     | čert Uriáš                    |
| 2016 | Strašidla                        | vodník Bubla                  |
| 2016 | Pohádky pro Emu                  | Jiří                          |
| 2016 | Lída Baarová                     | hrabě von Helldorff           |
| 2018 | Zoufalé ženy dělají zoufalé věci | Olžin tatínek                 |
| 2018 | Toman                            | brigádní generál Josef Bartík |
| 2018 | Můj strýček Archimedes           | kapitán                       |
| 2018 | Balada o pilotovi                | Karel Šeba                    |
| 2018 | Alenka v zemi zázraků            | táta                          |
| 2019 | Narušitel                        | Zdeněk                        |
| 2020 | Princezna zakletá v čase         | hlas oživlých skal            |
| 2022 | Největší dar                     | Černobog                      |
| 2022 | Indián                           | psychiatr Marek               |
| 2023 | Zbojník                          | probošt Miroslav              |
| 2024 | Léto s Evženem                   | Evžen                         |
| 2025 | Cukrkandl                        | továrník Štorch               |

### Televize
| Rok  | Název                                                        | Role                                | Poznámky                                    |
| ---- | ------------------------------------------------------------ | ----------------------------------- | ------------------------------------------- |
| 1991 | Pravda visí na vlásku                                        | Chauveau                            | televizní film                              |
| 1991 | Případ Salieri                                               | obhájce                             | televizní inscenace                         |
| 1992 | Tvář za sklem                                                | policista                           | televizní film                              |
| 1992 | Vykladač snů                                                 |                                     | televizní film                              |
| 1997 | Zdivočelá země                                               |                                     | televizní seriál                            |
| 1999 | Hříšní lidé města brněnského                                 | Bedřich „Frici“ Meissner            | televizní seriál, epizoda: „Pekelný stroj“  |
| 2001 | Vůně vanilky                                                 | Stanley                             | televizní film                              |
| 2001 | Ta třetí                                                     | prodavač                            | televizní film                              |
| 2001 | Černí andělé                                                 | kastelán Viktor                     | televizní seriál                            |
| 2001 | Den, kdy nevyšlo slunce                                      | prodavač                            | televizní film                              |
| 2001 | Muž, který vycházel z hrobu                                  | náměstek                            | televizní film                              |
| 2001 | Otec neznámý aneb Cesta do hlubin duše výstrojního náčelníka | Vaněk                               | televizní film                              |
| 2002 | Borůvkový vrch                                               |                                     | televizní film                              |
| 2002 | Vyvraždění rodiny Greenů                                     |                                     | televizní film                              |
| 2003 | Stará láska nerezaví                                         | Henry                               | televizní inscenace                         |
| 2004 | Pojišťovna štěstí                                            | Petr Souček                         | televizní seriál                            |
| 2004 | I ve smrti sami                                              | vrchní inspektor Eserlich           | televizní minisérie                         |
| 2004 | Nekonečná neděle                                             | Jáchym                              | televizní film                              |
| 2004 | Místo nahoře                                                 | psychiatr                           | televizní seriál                            |
| 2004 | Nadměrné maličkosti                                          | průvodčí                            | televizní cyklus, epizoda: „Léčba neklidem“ |
| 2005 | Strážce duší                                                 | kapitán Valdek                      | televizní seriál                            |
| 2005 | Povodeň                                                      | Jiří                                | televizní film                              |
| 2006 | Tajemství Lesní země                                         | král Jaroslav                       | televizní film                              |
| 2007 | Tři životy                                                   | proradný poručík                    | televizní film                              |
| 2007 | Světla pasáže                                                | MUDr. Jan Justic                    | televizní seriál                            |
| 2007 | Operace Silver A                                             | Alfréd Bartoš                       | televizní minisérie                         |
| 2009 | Ďáblova lest                                                 | komisař Petr Sumara                 | televizní minisérie                         |
| 2009 | Vetřelci a lovci                                             | komisař                             | televizní minisérie                         |
| 2009 | První krok                                                   | režisér                             | televizní seriál                            |
| 2010 | Dokonalý svět                                                | politik, milenec Michelle           | televizní seriál                            |
| 2010 | Ulice                                                        | Ondřej Kraus                        | televizní seriál                            |
| 2010 | Cesty domů                                                   | Josef Křeček                        | televizní seriál                            |
| 2010 | Princezna Ano                                                | král                                | televizní film                              |
| 2011 | Santiniho jazyk                                              | komparz                             | televizní film                              |
| 2011 | 4teens                                                       | Zdeněk Doubrava                     | televizní seriál                            |
| 2012 | Ztracená brána                                               | komisař Petr Sumara                 | televizní minisérie                         |
| 2012 | Případ pro rybáře                                            | Tylínek                             | televizní film                              |
| 2012 | Šťastný smolař                                               | Karlos                              | televizní film                              |
| 2012 | Kriminálka Anděl                                             | Robert Maixner                      | televizní seriál                            |
| 2012 | Ach, ty vraždy!                                              | Roman Herold                        | televizní seriál                            |
| 2013 | Roznese tě na kopytech                                       | Evžen                               | televizní film                              |
| 2013 | Sanitka 2                                                    | ředitel záchranky MUDr. Jan Kaderka | televizní seriál                            |
| 2014 | Svatby v Benátkách                                           | Ivan Drozd                          | televizní seriál                            |
| 2014 | Princezna a písař                                            | Přibík                              | televizní film                              |
| 2014 | Osmy                                                         | Janek                               | televizní film                              |
| 2015 | Johančino tajemství                                          | kupec                               | televizní film                              |
| 2015 | Vraždy v kruhu                                               | Gromeš                              | televizní seriál                            |
| 2015 | Atentát                                                      | Bronislav Miler                     | televizní seriál                            |
| 2016 | V.I.P. vraždy                                                | major Jan Sochor                    | televizní seriál                            |
| 2017 | Labyrint II                                                  | lobbista Karel Kříž                 | televizní seriál                            |
| 2017 | Marie Terezie                                                | Bedřich August Harrach              | televizní film                              |
| 2018 | StarDance …když hvězdy tančí (9. řada)                       | on sám                              | televizní pořad, vítěz 9. řady              |
| 2018 | Lynč                                                         | místostarosta Stanislav Jokl        |                                             |
| 2021 | Hlava Medúzy                                                 | David                               | televizní seriál                            |
| 2021 | Madame                                                       |                                     | seriál                                      |

### Další práce
Kromě divadla, filmu a televize natočil Jiří Dvořák množství rozhlasových her a je známým dabérem (Kriminálka Las Vegas – Nick Stokes (George Eads) Knight Rider – Michael Knight, Ally McBeal – Larry Paul, Star Trek, Jake a Tlusťoch – Derrick Mitchell, Dallas – Bobby Ewing. Jiří Dvořák také načetl řadu audioknih.

#### Audioknihy
- Bůh v renaultu, Michal Viewegh, vydala Audiotéka, srpen 2017
- Velký cirkus, Pierre Clostermann, vydala Audiotéka, květen 2017 v edici Mistři slova
- Skála, Peter May, vydala OneHotBook
- Muž z ostrova Lewis, Peter May, vydala OneHotBook
- Šachové figurky, Peter May, vydala OneHotBook
- Opuštěná společnost, Erik Tabery (společně s Ivanem Trojanem), vydala Audiotéka
- Mafie v Praze, vydala Audiotéka
- Mráz přichází z Hradu, vydala Audiotéka
- Zaklínač, vydala Audiotéka
- Zpátky ve hře, vydala Audiotéka
- Citadela, vydala Audiotéka, 2019
- Cesta k nesvobodě, vydala Audiotéka, 2020
- Morávkova zpověď aneb Věřím v Boha a své pistole, Pavel Černý (společně s Lukášem Hlavicou a Ondřejem Vetchým), vydala Euromedia Group, a. s. – Témbr, 2025